# Ezio Glerean
Ezio Glerean (San Michele al Tagliamento, 27 giugno 1956) è un allenatore di calcio ed ex calciatore italiano, di ruolo difensore.

## Caratteristiche tecniche

### Allenatore
Utilizza dei moduli offensivi, con una difesa a tre uomini e quattro attaccanti di ruolo. Ha applicato il 3-3-1-3 e il 3-3-4 quando era alla guida del Cittadella, mentre con il Bassano ha utilizzato il 4-2-4. Agli attaccanti richiede un pressing alto, per collaborare alla fase difensiva.

## Carriera

### Giocatore
Cresciuto nelle giovanili del Genoa, fra la fine degli anni settanta e l'inizio degli anni ottanta gioca con Brindisi, Cavese e Taranto, con la cui maglia gioca 22 gare segnando una rete nella Serie B 1979-1980.

### Allenatore

#### Inizi
Comincia ad allenare nel 1988 in Seconda Categoria la Marosticense, ottenendo due promozioni, portandola nel 1990 in Promozione. Nella stagione 1990-1991 siede sulla panchina del Caerano in Interregionale.
Dopo due stagioni con il Bassano Virtus nel 1993-1994 vince il suo primo campionato alla guida del Sandonà, nel Campionato Nazionale Dilettanti, riportando la società veneziana in Serie C2 tra i professionisti, dal quale mancava dal lontano 1952.
Durante il primo anno di Serie C2 si fa notare guidando la squadra ad un clamoroso secondo posto e mettendo in luce il suo spregiudicato modulo, il 3-3-1-3 o 3-3-4, mutuato dagli olandesi dell'Ajax, che ha avuto modo di studiare grazie anche alla moglie Caroline, originaria di Amsterdam.
Il primo posto e la promozione gli sfuggono a due giornate dalla fine in seguito alla sfida di Montevarchi, dove il Sandonà perse 4-2 lo scontro diretto dopo essere stato in vantaggio nel primo tempo per 2-0 e aver subito ben tre reti nella parte finale dell'incontro. Nei successivi play-off venne eliminato al primo turno dal Fano (1-2 all'andata e 0-0 al ritorno).
L'anno successivo non riesce a ripetersi, raggiungendo il 10º posto finale.

#### Gli anni con il Cittadella
Nella stagione 1996-1997 approda al Cittadella dove costruisce il suo vero miracolo calcistico. Da allenatore di una squadra che nella sua storia aveva al massimo lottato per la salvezza, rende realtà i sogni e le ambizioni del presidente Piergiorgio Gabrielli, figlio del fondatore e presidente onorario della società Angelo Gabrielli.
Al primo campionato di Serie C2 raggiunge i play-off, ma viene eliminato in semifinale dal Lecco.
Al secondo, nella stagione 1997-1998, torna agli spareggi e li vince, portando per la prima volta il Cittadella in Serie C1, dopo la finale contro la Triestina disputata a Ferrara e terminata 0-0, ma favorevole ai veneti grazie al miglior piazzamento in campionato (secondo posto).
Alla prima esperienza in Serie C1 manca i play-off all'ultima giornata, raggiungendoli e vincendoli nel campionato successivo. In semifinale elimina il Varese, che gli era arrivato davanti due anni prima, ed in finale ha la meglio sul Brescello sul campo neutro di Verona. La gara termina 1-1, con il decisivo pareggio di Mazzoleni a tempo quasi scaduto. In quel campionato la squadra giocava all'"olandese", con uno schema tattico molto offensivo.
Salito in Serie B 2000-2001 il Cittadella cambia il nome in Cittadella Padova e si trasferisce a giocare nello stadio del capoluogo. La squadra ottiene la salvezza al primo anno, mentre nel campionato successivo retrocede in Serie C1.
Con la retrocessione si consuma anche il divorzio tra mister e società.

#### Gli anni successivi
Viene comunque chiamato a Venezia in Serie B dal presidente Maurizio Zamparini. Mentre è in ritiro con la squadra, Zamparini acquista il Palermo, sempre in Serie B dove lo trasferisce con il blocco dei giocatori scelti tra i veneti, ma l'avventura in Sicilia finisce in ottobre, con l'esonero alla prima giornata.
Tormentata anche la successiva esperienza in Serie C1 con il Padova: gli obiettivi ambiziosi si scontrano con la realtà. Glerean si dimette dove aver perso il derby all'ultimo minuto proprio a Cittadella, dove aveva costruito la sua fortuna. La società respinge le dimissioni, ma la separazione avviene comunque nel febbraio successivo.
Non va meglio l'anno dopo, chiamato in Serie B dal Venezia già sull'orlo del baratro a dicembre. In febbraio arriva l'esonero.
Approda a Ferrara per guidare la SPAL ma la mancata ammissione in Serie C1 della società chiude l'esperienza prima che inizi.
Nel 2005-2006 ricomincia dalla Serie C2 al Bassano Virtus, venendo esonerato il 20 gennaio 2009.
Il 5 aprile 2010 prende il posto dell'esonerato Domenico Toscano alla guida del Cosenza. Lascia l'incarico a fine stagione.
Torna ad allenare dopo oltre 7 anni, ripartendo dall'Eccellenza, dalla Marosticense, dove aveva iniziato la carriera da allenatore 29 anni prima. Termina il primo anno in panchina con una retrocessione, confermato per i successivi quattro anni colleziona un secondo posto finale nel campionato di Promozione 21-22. 
Per la stagione 2022-23 torna ad allenare il Bassano militante nel campionato Veneto di Eccellenza. Conduce la squadra al secondo posto dietro la Clivense, ma all'ultima giornata, causa divergenze con la dirigenza per il futuro, dà le dimissioni lasciando a Sambugaro il compito di guidare i giallorossi nei playoff, che li vedranno promossi in Serie D.

## Statistiche

### Statistiche da allenatore
Statistiche aggiornate al 1º maggio 2023. In grassetto le competizioni vinte.
| Stagione      | Squadra     | Campionato | Andamento | Andamento | Andamento | Andamento | Andamento  | Piazzamento      |
| Stagione      | Squadra     | Campionato | Giocate   | Vittorie  | Pareggi   | Sconfitte | % vittorie | Piazzamento      |
| ------------- | ----------- | ---------- | --------- | --------- | --------- | --------- | ---------- | ---------------- |
| 1988-1989     | Marosticese | 2ª Cat.    | 34        | 12        | 11        | 11        | 35,29      | 1° (prom.)       |
| 1989-1990     | Marosticese | 1ª Cat.    | 34        | 12        | 11        | 11        | 35,29      | 1° (prom.)       |
| 1989-1990     | Caerano     | CND        | 34        | 11        | 18        | 5         | 32,35      | 5°               |
| 1990-1991     | Bassano     | CND        | 34        | 13        | 12        | 9         | 38,24      | 5°               |
| 1991-1992     | Bassano     | CND        | 34        | 8         | 18        | 8         | 23,53      | 11°              |
| 1992-1993     | Bassano     | CND        | 34        | 15        | 12        | 7         | 44,12      | 5°               |
| 1993-1994     | San Donà    | CND        | 34        | 21        | 11        | 2         | 61,76      | 1° (prom.)       |
| 1994-1995     | San Donà    | C2         | 36        | 17        | 12        | 7         | 47,22      | 2°               |
| 1995-1996     | San Donà    | C2         | 34        | 10        | 13        | 11        | 29,41      | 9°               |
| 1996-1997     | Cittadella  | C2         | 36        | 11        | 18        | 7         | 30,56      | 5°               |
| 1997-1998     | Cittadella  | C2         | 38        | 19        | 11        | 8         | 50,00      | 2° (prom.)       |
| 1998-1999     | Cittadella  | C1         | 34        | 11        | 16        | 17        | 32,35      | 6°               |
| 1999-2000     | Cittadella  | C1         | 37        | 15        | 14        | 8         | 40,54      | 2° (prom.)       |
| 2000-2001     | Cittadella  | B          | 38        | 10        | 15        | 13        | 26,32      | 14°              |
| 2001-2002     | Cittadella  | B          | 38        | 9         | 10        | 19        | 23,68      | 18° (retr.)      |
| 2002-2003     | Palermo     | B          | 1         | 0         | 0         | 1         | &0,00      | Eson.            |
| 2003-2004     | Padova      | C1         | 22        | 8         | 9         | 5         | 36,36      | Eson.            |
| 2004-2005     | Venezia     | B          | 14        | 3         | 5         | 6         | 21,43      | Sub., Eson.      |
| 2005-2006     | SPAL        | C1         | 0         | 0         | 0         | 0         | —          | Dimis.           |
| 2006-2007     | Bassano     | C2         | 34        | 13        | 16        | 5         | 38,24      | 5°               |
| 2007-2008     | Bassano     | C2         | 38        | 20        | 10        | 8         | 52,63      | 2°               |
| 2008-2009     | Bassano     | C2         | 36        | 14        | 14        | 8         | 38,89      | 4°               |
| 2009-2010     | Cosenza     | LP1        | 20        | 7         | 5         | 8         | 35,00      | Sub. 10°         |
| dic 2017-2018 | Marosticese | Ecc.       | 12        | 3         | 4         | 5         | 25,00      | Sub. 12° (retr.) |
| 2018-2019     | Marosticese | Prom.      | 30        | 11        | 6         | 13        | 36,67      | 9°               |
| 2019-2020     | Marosticese | Prom.      | 14        | 8         | 2         | 4         | 57,14      | 5°               |
| 2020-2021     | Marosticese | Prom.      | 30        | 18        | 6         | 6         | 60,00      | 2°               |
| 2021-2022     | Bassano     | Ecc.       | 26        | 13        | 5         | 8         | 50,00      | 3°               |
| 2022-2023     | Bassano     | Ecc.       | 35        | 18        | 11        | 6         | 51,43      | 2°               |

## Scrittore
Nel febbraio 2014 esce il suo libro intitolato Il calcio e l'isola che non c'è.

## Media
Nel 2001 esce il film L'uomo in più di Paolo Sorrentino. In questo film la squadra di calcio si ispira al metodo di gioco usato dal Cittadella di Ezio Glerean.

## Palmarès

### Giocatore

#### Competizioni regionali
- Promozione: 1

Jesolo: 1977-1978

#### Competizioni nazionali
- Serie C1: 1

Cavese: 1980-1981

### Allenatore

#### Competizioni regionali
- Seconda Categoria: 1

Marosticense: 1988-1989
- Prima Categoria: 1

Marosticense: 1989-1990

#### Competizioni nazionali
- Campionato Nazionale Dilettanti: 1

San Donà: 1993-1994
- Coppa Italia Serie C: 1

Bassano: 2007-2008